# Artur Fischer
Artur Fischer (n. 31 decembrie 1919, Waldachtal, Baden-Württemberg, Germania – d. 27 ianuarie 2016, Waldachtal, Baden-Württemberg, Germania) a fost un inventator german.
Este cel mai cunoscut pentru inventarea diblului expandabil din plastic. 
Născut în Tumlingen, Artur Fischer a fost fiul croitorului Georg Fischer. Mama lui, Pauline Fischer, a observat talentul mecanic al fiului său și l-a sprijinit, încurajându-l constant. 
Prin urmare, i-a organizat un loc de muncă chiar la el acasă și i-a cumpărat un kit de construcție similar cu Erector, dar în versiunea din Germania, pentru a-l încuraja să fie creativ și să-și dezvolte aptitudinile practice. În al doilea război mondial, Fischer a lucrat ca mecanic de avioane și a supraviețuit Bătăliei de la Stalingrad, plecând cu ultimul avion. Mai târziu în război, a fost capturat în Italia și trimis într-un lagăr de prizonieri de război în Anglia. După ce s-a întors în orașul său natal în 1946, a găsit de lucru ca asistent la o companie de inginerie și a început să fabrice brichete și întrerupătoare pentru războaie din resturi militare. În 1948, și-a fondat propria companie, Grupul Fischer.

#### Invenții
Diblul: cea mai faimoasă invenție a lui Artur Fischer este diblul gri "S Plug" (Split-) din materiale plastice (Poliamidă) și este disponibil în diverse forme și dimensiuni începând din 1958. 
Sincronizarea blitzului foto: în 1949,  Artur Fischer a inventat fotografia cu blitz sincronizat, care mai târziu a fost cumpărată de compania de camere foto Agfa. Inspirat de incapacitatea sa de a-și fotografia fiica mică în interior, intuiția sa a fost de a sincroniza un blitz electronic cu obturatorul camerei.
Alte invenții: Diblurile (pentru oase) pentru fixarea fracturilor osoase. Printre cele mai recente invenții ale lui Fischer a fost un dispozitiv care face posibilă ținerea și tăierea superioara unui ou fiert de orice mărime.
Artur Fischer a deținut peste 1100 de patente și l-a depășit pe Thomas Alva Edison, care deținea 1093 de patente. El a deținut, de asemenea și 5867 de drepturi comerciale și a inventat fischertechnik.
Pentru munca sa, Fischer a fost recompensat în 2014 cu un premiu European Patent Office.